# 絶対やれるギリシャ神話
『絶対やれるギリシャ神話』（ぜったいやれるギリシャしんわ）は、2008年10月4日から12月27日まで、日本テレビにて毎週土曜25時25分 - 25時55分にサタデーTVラボ枠内にて放送されていた、テレビアニメとテレビドラマを組み合わせたコンプレックスバラエティ番組である。

## 概要
教授（渡辺いっけい）と莉奈（岩佐真悠子）が登場するキャバクラを舞台としたドラマ部分と、教授が語るギリシア神話を映像化したアニメ部分が交互に繰り返される。
設定
西欧文明の源であるギリシャ神話。その影響は現代の日本にも色濃く息づいており、我々の身近にもギリシャ神話由来のものが多く存在する。さらにはギリシャ神話に登場する神々はみな好色で、すぐ交わっては子孫を作ってばかりいる。
それ故に、ギリシャ神話は女性を口説くための最高のアイテム（身近な話題から導入し、エッチな話題も織り込みながら、教養高い男性と思わせることができる）というのが教授の持論。
彼はそれを証明するためキャバクラへと赴き、キャバ嬢・莉奈を相手にギリシャ神話を語ることで、彼女を口説き落とそうとする。

## 出演者
ドラマ
- 教授：渡辺いっけい
- 莉奈：岩佐真悠子

アニメ
少人数の声優で複数の登場人物を演じ分けている。また、男性神は大阪弁、女神は京都弁という設定のため、関西出身の声優を起用している。
- アポロン、ゼウスなど：上田燿司
- オリオン、エピメテウスなど：金光宣明
- テセウス、ミダス王など：寺島拓篤
- エロス、アテナなど：進藤尚美
- アフロディーテ、ヘラなど：安達まり
- アルテミス、ミュルラなど：上田純子
- ミノタウロス：千葉（仙台貨物）※第6話
- ナレーター：野田圭一

## 放送内容
第1話（2008年10月4日 放送）
「エロスで口説く」 愛の童神・エロス（またの名をキューピッド）が持つ矢には、恋に落ちる矢と、異性を忌み嫌うようになる矢があった。この2本の矢が騒動を巻き起こす。
第2話（2008年10月11日 放送）
「オリオンで口説く」 オリオン座で有名な英雄オリオンは好色な男でもあった。しかし、オリオンと妹・アルテミスの恋仲に怒った兄・アポロンが仕掛けた罠によって悲劇が起きる。
第3話（2008年10月18日 放送）
「パンドラで口説く」 神々が作った初めての女性、パンドラ。彼女の正体は、神をも欺く賢いプロメテウスのもとにゼウスからつかわされた罠。しかし、パンドラと出会ってしまったのは、ちょっと抜けた弟のエピメテウスだった。
第4話（2008年10月25日 放送）
「ゼウスで口説く」 ギリシャ神話の最高神・ゼウスは、最も好色な神でもあった。様々なものに姿を変えることで、狙った女性を油断させて近づくのが常套手段。ゼウスは、次々と想像を超えたものに化け、美女を狙うのだった。
第5話（2008年11月1日 放送）
「イケメンで口説く」 ナルシストという言葉の語源になった美青年・ナルキッソスが、自らを愛してやまなくなってしまったのは、ある呪いのためだった。そしてもうひとりのイケメン、アドニスの出生に隠された驚きの秘密と、彼が辿った悲劇の運命とは…。
第6話（2008年11月8日 放送）
「迷宮で口説く」 打倒ミノタウロスを誓ったアテネの王子・テセウス。しかしミノタウロスが巣食うのは、入った者は出て来られぬ奥深い迷宮。テセウスに一目惚れしたクレタの王女・アリアドネが考えた彼を救う秘策とは…。
第7話（2008年11月15日 放送）
「謎解きで口説く」 「父を殺し、母と交わるであろう」…呪いにも似た予言を受けたオイディプス。しかし彼は本当の父母を知らぬまま、なぞなぞ怪物・スピンクスを倒した功でテーバイの王となり…。
第8話（2008年11月22日 放送）
「ミダス王で口説く」 指で触れたもの全てが黄金になるゴールドフィンガーを手に入れたミダス王。巨万の富を手に入れたと思いきや、食べ物から側女から何もかもが黄金になってしまう。また、「王様の耳はロバの耳」の王様もこのミダス王。

## スタッフ
- 原案・キャラクターデザイン：ホイチョイ・プロダクションズ
- 構成・脚本：山名宏和
- 音楽：森英治
- アニメーション監督：牛草健
- 録音演出：亀山俊樹
- 音響効果：庄司雅弘（フィズサウンドクリエイション）
- アニメーションプロデューサー：武末治
- アニメーション制作：A-1 Pictures、ノーサイド
- ドラマ演出：山下朋洋
- 演出補：宮崎順平
- 制作協力：E company
- 撮影：野坂和宏（J-crew）
- コンテンツプロデューサー：堅田真人
- プロデューサー：高橋直樹、浪岡厚生、井上由紀
- チーフクリエイター：小谷野俊介
- 企画制作：日本テレビ放送網
- 製作著作：D.N.ドリームパートナーズ、バップ

## テーマソング
「うまなみで。」（仙台貨物）